# Вокзал Сен-Лазар

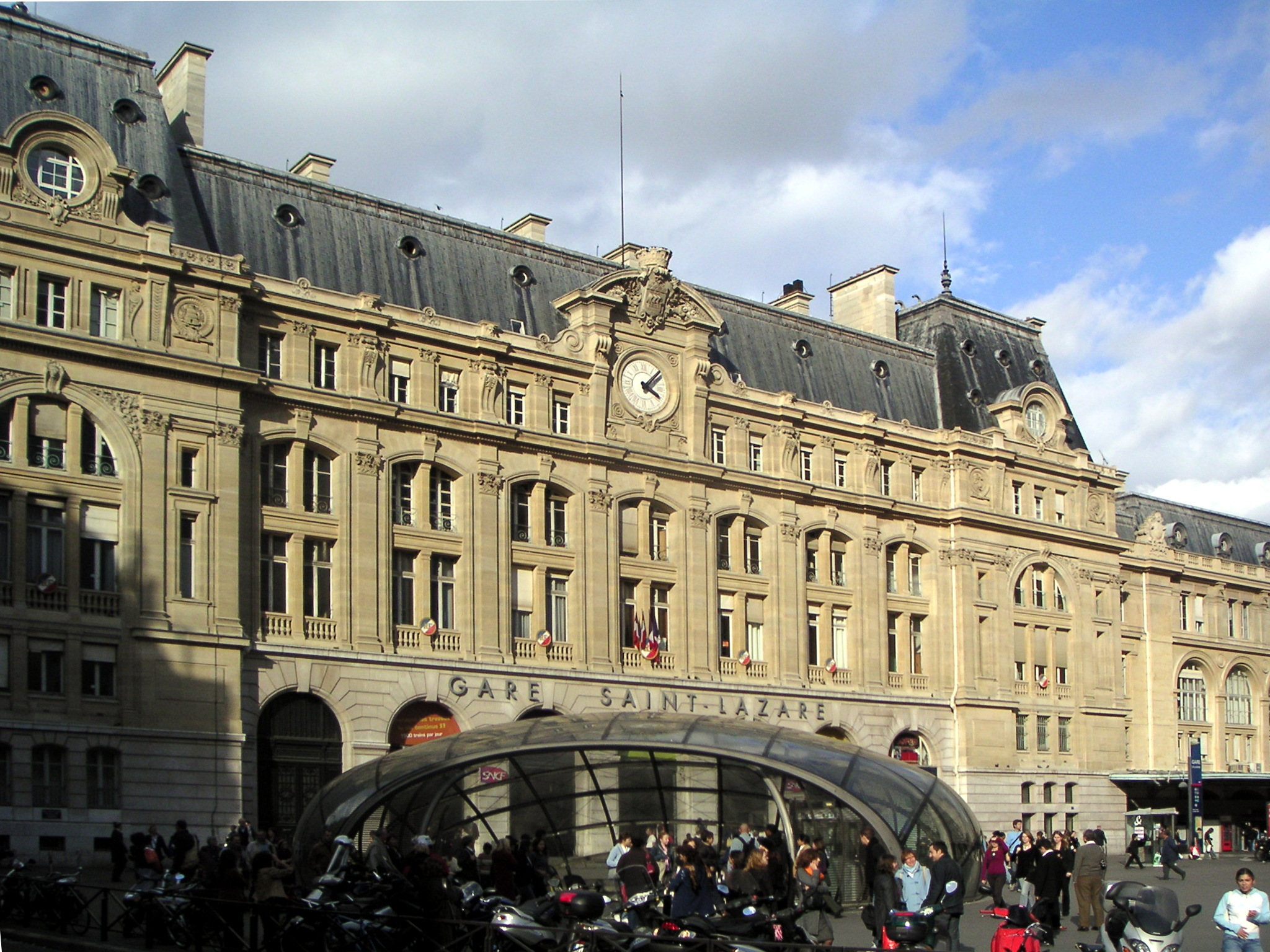
Вокзал Сен-Лазар зі входом на лінію метро 14

Вокзал Сен-Лазар (фр. Gare de Paris-Saint-Lazare) — один із 6 великих залізничних вокзалів Парижа. Розташований у 8-му окрузі, неподалік від великих торгових центрів. Обслуговує переважно регіон Іль-де-Франс, пропускна спроможність вокзалу становить близько 100 млн пасажирів на рік (274 тисячі на день), що робить цю залізничну станцію другою за величиною у французькій столиці. Сен-Лазар має 27 колій і пов'язаний із паризьким громадським транспортом (метро, RER і автобус).

## Історія
Історія вокзалу Сен-Лазар бере свій початок у 1837 з відкриття залізничної лінії з Парижа в Сен-Жермен-ан-Ле. Спочатку спорудили тимчасове дерев'яне приміщення вокзалу на площі Європи. У 1841 побудували друге, теж тимчасове, приміщення, цього разу на Рю де Стокгольм, безпосередньо перед площею Європи. Брати Пер'є, власники залізничної лінії, планували продовжити лінію в напрямку центру міста до Рю Тронше, але зазнали невдачі через опір муніципалітету і власників прилеглих до лінії земельних ділянок.
Третій вокзал з'явився в період з 1842−1853 на його теперішньому місці, Рю де Гавр, за проектом архітектора Ежена Флаша в стилі боз-ар. У 1889 вокзал набув сьогоднішного вигляду. Для всесвітньої виставки було проведено роботи зі збільшення площі вокзалу, цей проект реалізував архітектор Жуль.

## Вокзал Сен-Лазар у мистецтві
Зображений на полотнах багатьох художників. Багато імпресіоністів жили неподалік від Сен-Лазара протягом 1870-х і 1880-х.
У 1998 музей д'Орсе і Національна галерея мистецтв у Вашингтоні організували виставку під назвою «Мане, Моне і вокзал Сен-Лазар».
Едуар Мане жив поруч із вокзалом на Рю де Санкт-Петербург. Через два роки після переїзду в цей район, у 1874, він виставив у Паризькому салоні своє полотно «Залізниця». Це полотно, що нині зберігається в Національній галереї мистецтва у Вашингтоні, зображує жінку з маленьким песиком і книгою, яка сидить на тлі залізних ґрат, та дівчинку, котра розглядає залізничні колії і паровозний пар. Мане написав це полотно на задньому дворі будинку на Рю де Ром.
Гюстав Кайботт також жив буквально за декілька кроків від станції. Він написав полотно «Міст Європи» в 1876 (тепер у музеї Петі-Пале в Женеві, Швейцарія) і «На мосту Європи» в 1876-1880, Музей мистецтва Кімбелла, Форт-Уерт.
У 1877 Клод Моне орендував студію неподалік від вокзалу Сен-Лазар. У тому ж році Моне представив на виставці імпресіоністів сім картин, на яких був зображений вокзал Сен-Лазар. Усього художник зобразив вокзал 12 разів. 
Вокзал також фігурує в безлічі фільмів, як французьких, так і іноземних, зокрема «Подвійне життя Вероніки» і «Амелі».

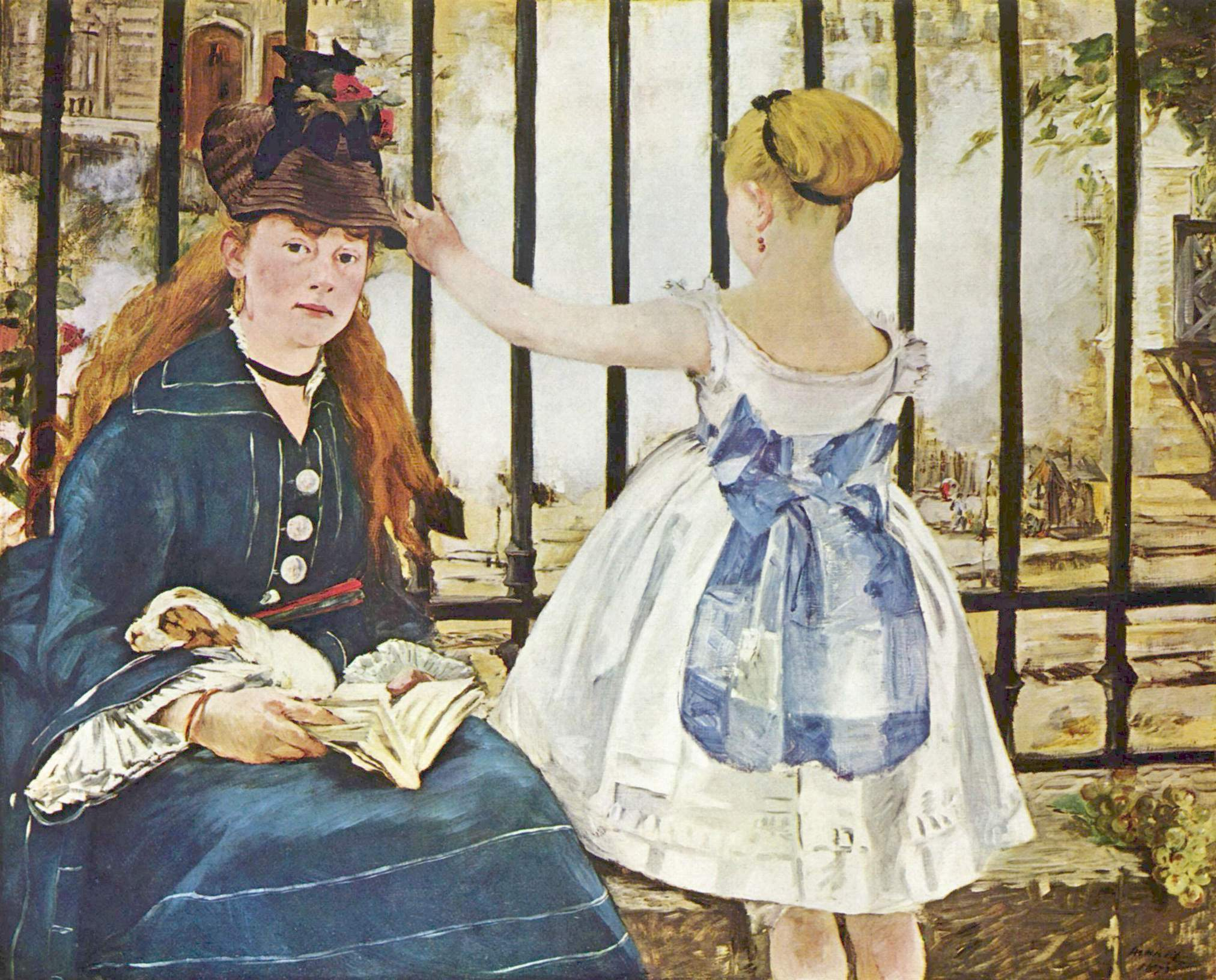
«Залізниця» або «Вокзал Сен-Лазар (картина)», Едуар Мане, 1872−1873, Національна галерея мистецтв, Вашингтон
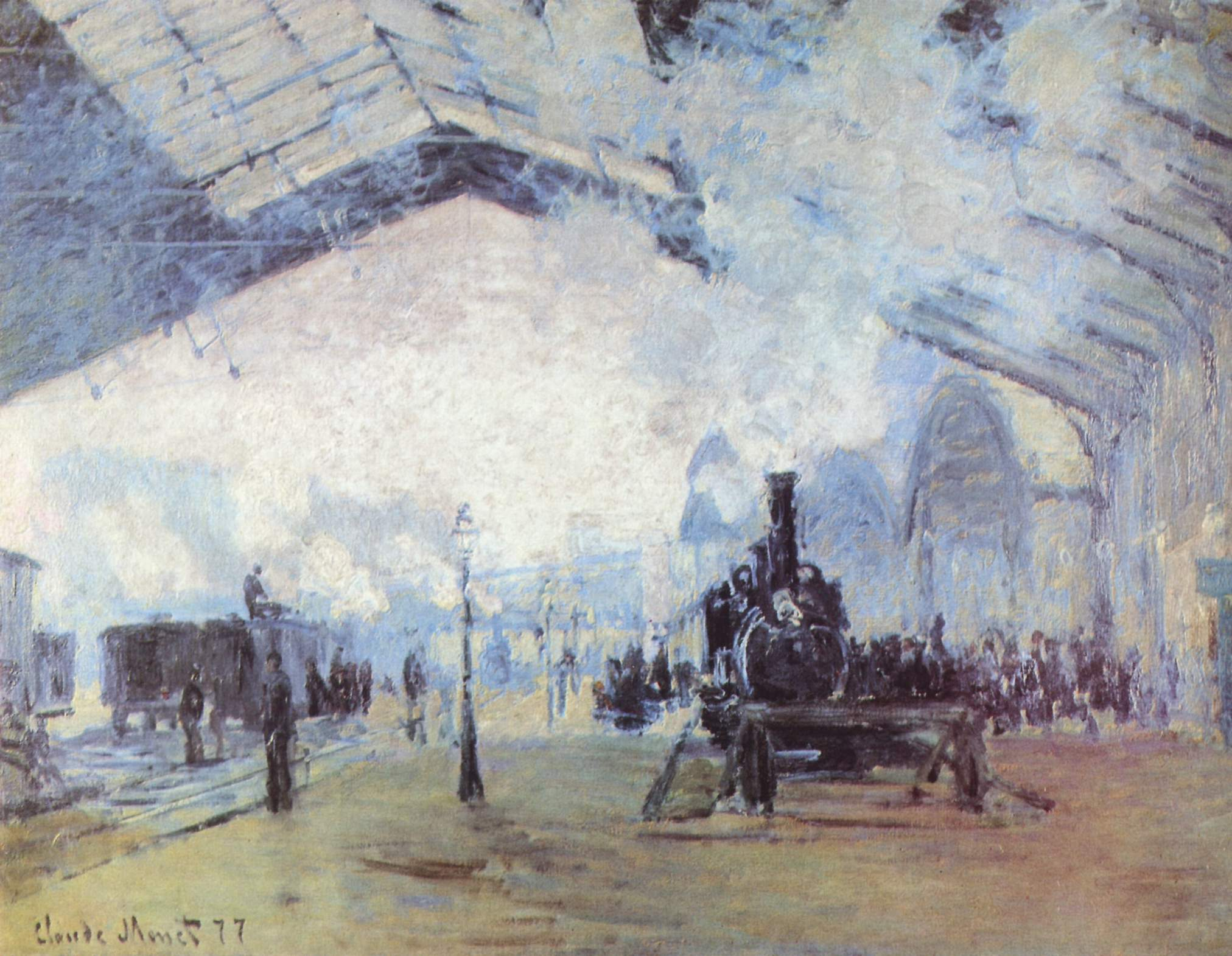
Вокзал Сен-Лазар у Парижі, Клод Моне, 1877, Інститут мистецтв, Чикаго
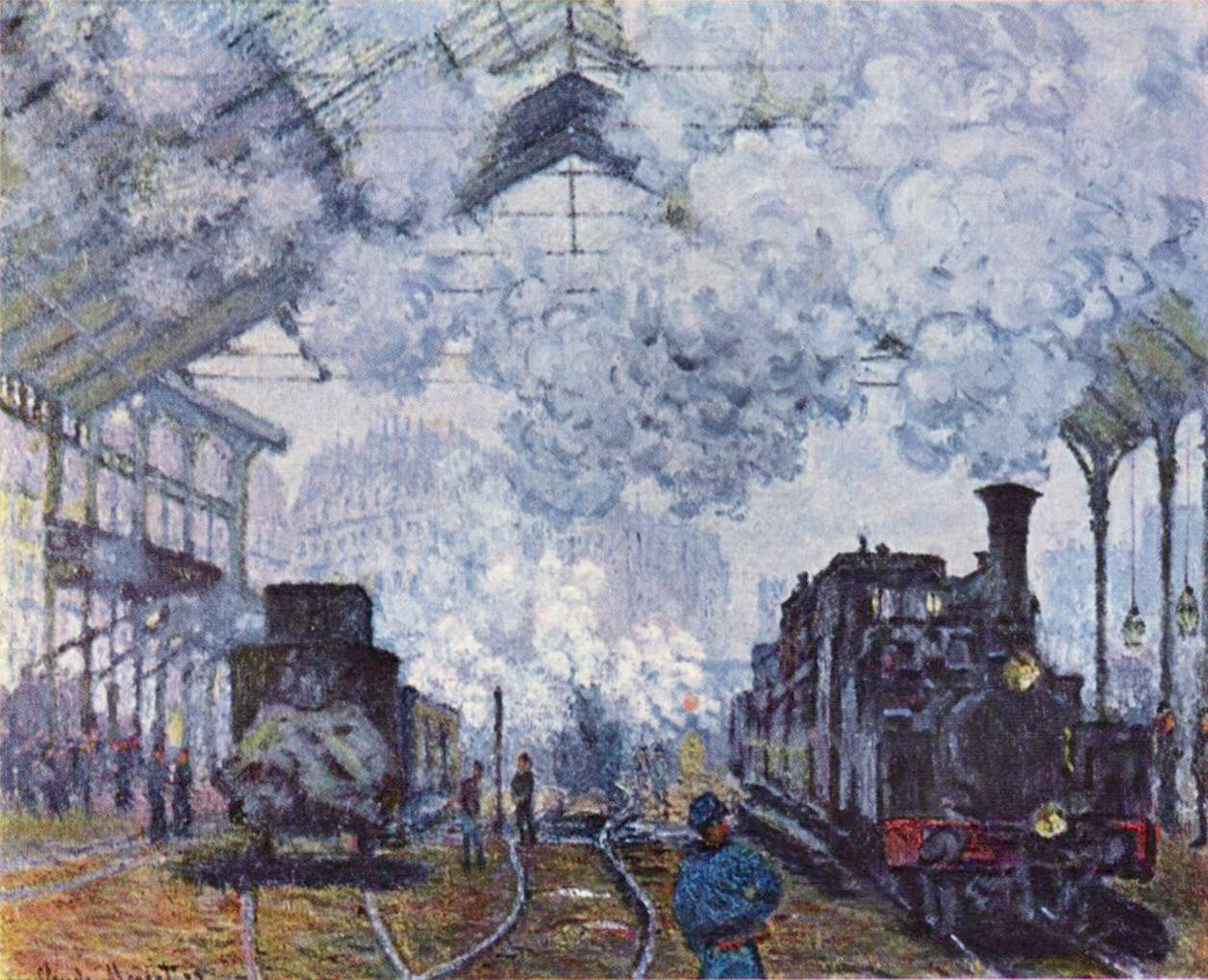
Вокзал Сен-Лазар, прибуття потяга, Клод Моне, 1877
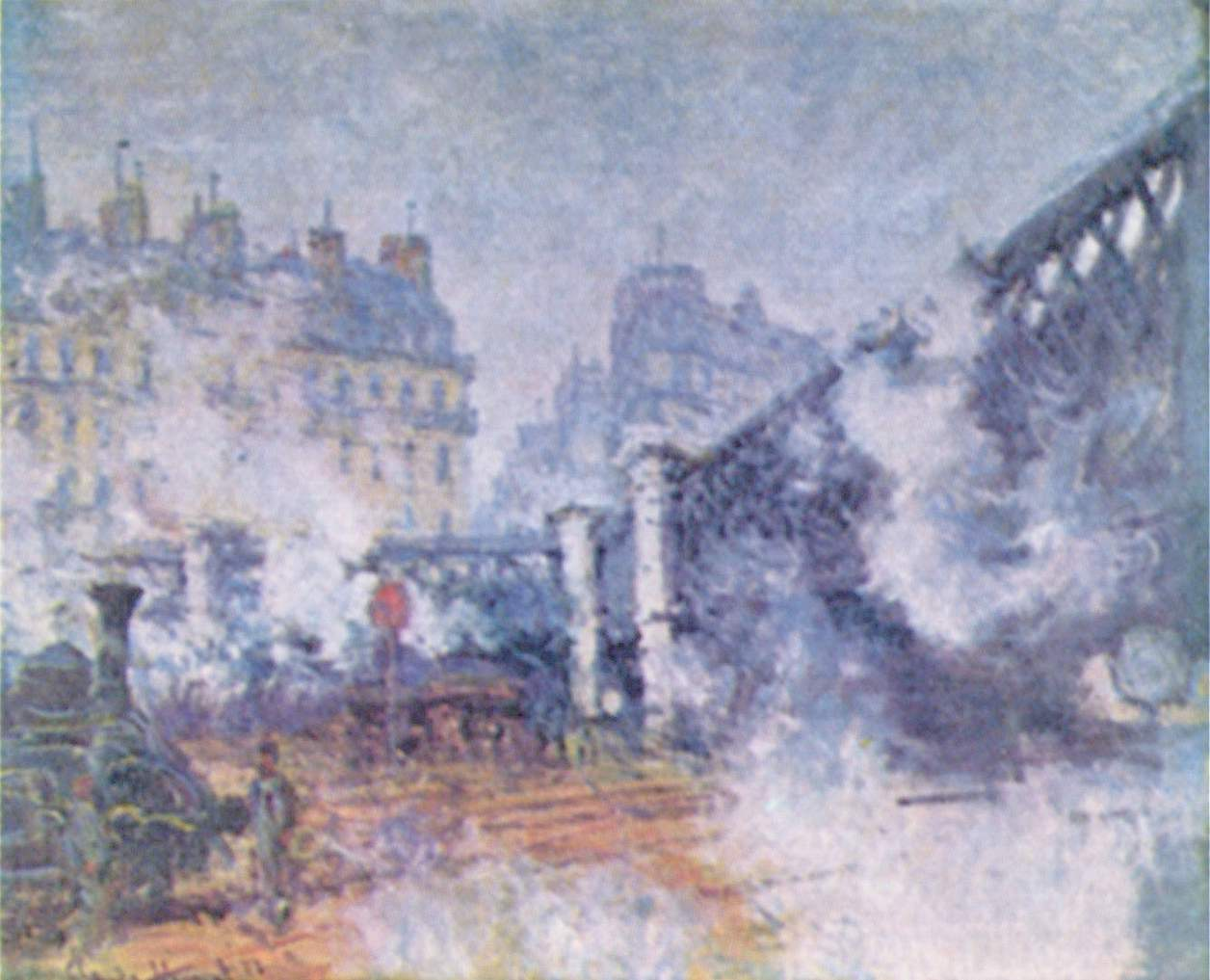
Міст Європи, вокзал Сен-Лазар, Клод Моне, 1877, Музей Мармоттан-Моне, Париж